# Hans Kolfschoten

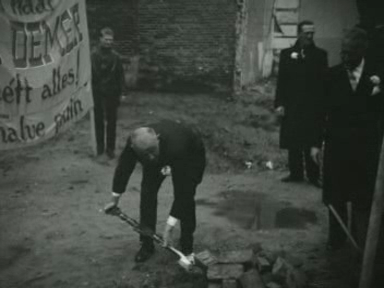
Burgemeester Kolfschoten voert symbolisch puin af in de binnenstad van Eindhoven (1953).

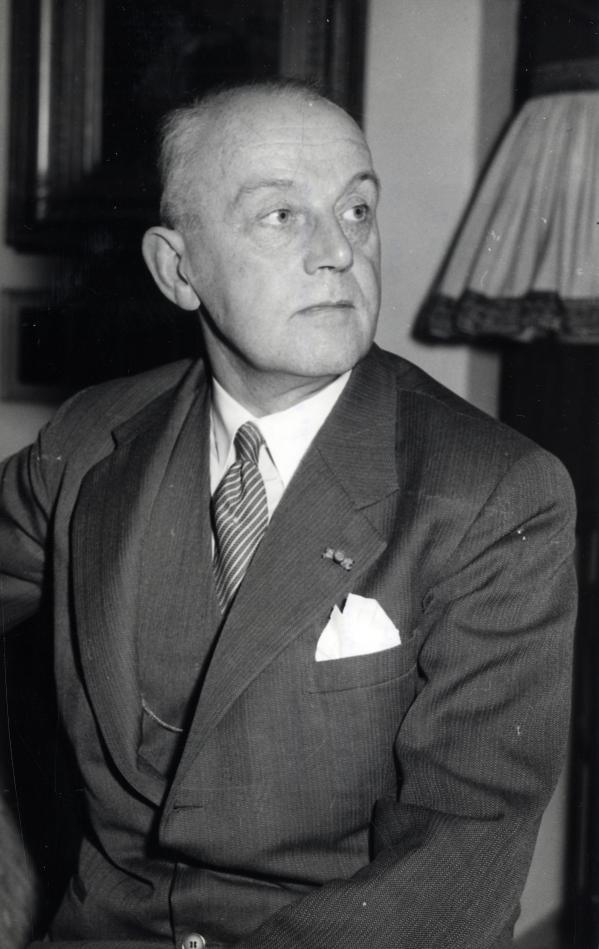
H.A.M.T. Kolfschoten in 1957

Henri Anthony Melchior Tieleman (Hans) Kolfschoten (Arnhem, 17 augustus 1903 - 's-Gravenhage, 2 augustus 1984) was een Nederlandse politicus en bestuurder voor de Roomsch-Katholieke Staatspartij (RKSP), later de Katholieke Volkspartij (KVP).

## Persoonlijk
Kolfschoten was belijdend lid van de Rooms-Katholieke Kerk. Hij was zoon van Richardus Cornelus Johannes Tieleman Kolfschoten, wijnhandelaar en Arnhems gemeenteraadslid, en Theresia Ludgarda Johanna Deurvorst. Na de katholieke lagere school in Arnhem volgde hij van 1915 tot 1921 het gymnasium aan het rooms-katholieke Sint-Willibrordus College in Katwijk aan den Rijn. Daarna studeerde hij van 1921 tot 1926 rechten aan de Gemeentelijke Universiteit te Amsterdam. Hij huwde te 's-Gravenhage op 4 oktober 1932 met Rinske Titia Ferwerda. Zij kregen een zoon en vijf dochters.

## Loopbaan
Kolfschoten was voor de oorlog secretaris van de RKSP en directeur van het partijbureau. Na de bevrijding werd hij minister van justitie in het kabinet-Schermerhorn-Drees. Als minister kreeg hij te maken met de inrichting van de bijzondere rechtspleging en de zuivering van rechtscolleges, zoals de Hoge Raad. Na zijn ministerschap werd hij Eerste Kamerlid en burgemeester van Eindhoven en Den Haag. Kolfschoten werd in 1952 gevraagd om minister van Binnenlandse Zaken te worden in het kabinet-Drees II, wat hij weigerde. Onder zijn burgemeesterschap kreeg Eindhoven betere verkeersverbindingen met de rest van Nederland. De stad investeerde stevig in onderwijs – in 1956 opende de Technische Hogeschool, nu Technische Universiteit Eindhoven (TU/e) zijn deuren – en in cultuur. Zijn benoeming tot burgemeester van Den Haag in 1957 wekte aanvankelijk groot verzet in protestantse kring, want Kolfschoten was de eerste niet-protestantse burgemeester sinds de Reformatie. Toen hij eenmaal in functie was maakten de bezwaren plaats voor vertrouwen en waardering, en bij zijn afscheid in 1968 was geen wanklank meer te horen.

## Eerbewijzen en ridderorden
- Ereburger van 's-Gravenhage
- Erevoorzitter van de Vereniging van Nederlandse Gemeenten (VNG)
- Ridder in de Orde van de Nederlandse Leeuw
- Commandeur in de Orde van Oranje-Nassau (12 mei 1965)
- Grootofficier in de Orde van Oranje-Nassau (2 september 1968)